# Districtul Schleswig-Flensburg
Districtul Schleswig-Flensburg este un district rural (în germană: Kreis) din landul Schleswig-Holstein, Germania.